# Aleksandr Maksimienko
Aleksandr Władimirowicz Maksimienko (ros. Александр Владимирович Максименко; ur. 19 marca 1998 w Rostowie nad Donem) – rosyjski piłkarz grający na pozycji bramkarza. Od 2015 jest zawodnikiem klubu Spartak Moskwa.

## Kariera klubowa
Swoją karierę piłkarską Maksimienko rozpoczynał w juniorach takich klubów jak: Lokomotiw Rostów nad Donem (2007-2011), Akademia Wiktora Poniedielnika (2011-2013) i Spartak Moskwa (2013-2016). W 2016 roku stał się członkiem zespołu rezerw, a następnie pierwszego zespołu. 13 sierpnia 2016 zadebiutował w rezerwach Spartaka w przegranym 2:3 domowym meczu Pierwyj diwizion z FK Tiumeń. W sezonie 2018/2019 przestał grać w rezerwach Spartaka i 28 lipca 2018 zaliczył debiut w Priemjer-Lidze w zwycięskim 1:0 domowym spotkaniu z FK Orenburg. W sezonie 2020/2021 wywalczył ze Spartakiem wicemistrzostwo Rosji.
| Sezon   | Klub             | Kraj  | Rozgrywki        | Mecze | Gole |
| ------- | ---------------- | ----- | ---------------- | ----- | ---- |
| 2015/16 | Spartak Moskwa   | Rosja | Priemjer-Liga    | 0     | 0    |
| 2015/16 | Spartak-2 Moskwa | Rosja | Pierwyj diwizion | 0     | 0    |
| 2016/17 | Spartak Moskwa   | Rosja | Priemjer-Liga    | 0     | 0    |
| 2016/17 | Spartak-2 Moskwa | Rosja | Pierwyj diwizion | 4     | 0    |
| 2017/18 | Spartak Moskwa   | Rosja | Priemjer-Liga    | 0     | 0    |
| 2017/18 | Spartak-2 Moskwa | Rosja | Pierwyj diwizion | 20    | 0    |
| 2018/19 | Spartak Moskwa   | Rosja | Priemjer-Liga    | 23    | 0    |
| 2019/20 | Spartak Moskwa   | Rosja | Priemjer-Liga    | 29    | 0    |
| 2020/21 | Spartak Moskwa   | Rosja | Priemjer-Liga    | 29    | 0    |

## Kariera reprezentacyjna
Maksimienko ma za sobą występy w reprezentacji Rosji U-17, U-18, U-19 i U-21. Był podstawowym bramkarzem kadry U-21 w 2021 roku na Mistrzostwach Europy U-21.